# Dolabrifera brazieri
Dolabrifera brazieri is een slakkensoort uit de familie van de Aplysiidae. De wetenschappelijke naam van de soort is voor het eerst geldig gepubliceerd in 1870 door G.B. Sowerby II.